# Здерихино
Здерихино — деревня в Сунском районе Кировской области в составе Курчумского сельского поселения.

## География
Находится на расстоянии примерно 14 километров на северо-восток от районного центра поселка Суна.

## История
Известна с 1702 года, когда в ней было учтено 2 двора, в 1764 году 98 жителей. В 1873 году учтено было дворов 11 и жителей 64, в 1905 18 и 110, в 1926 24 и 125, в 1950 22 и 78.

## Население
Постоянное население составляло 63 человека (русские 90 %) в 2002 году, 69 в 2010.